# Anthony Carlino
Anthony Carlino ist ein Szenenbildner.

## Leben
Carlino startete seine Karriere 2004 mit dem Film Das Vermächtnis der Tempelritter. Etwas später stieg er mit Iron Man in das gerade beginnende Marvel Cinematic Universe ein und arbeitete an den Sets der ersten Filme bis zu Captain America: The First Avenger. Für Thor bestand eine Herausforderung darin einen großen Tisch in das Gebäude des Sets zu bugsieren. Danach arbeitete er als Szenenbildner mit Clint Eastwood an dessen Filmen American Sniper und Sully. Ab dem Jahr 2016 arbeitete er wieder bei Marvel für die Filme Doctor Strange, Captain Marvel und Spider-Man: Far From Home. Im Jahr 2022 war er als Set Decorator für den Spielfilm Babylon – Rausch der Ekstase tätig. Dort organisierte er die Einrichtung für die verschiedensten Innenszenen, wie Möbel und Kronleuchter aus Belgien. Für den Film wurde er für den Oscar in der Kategorie Bestes Szenenbild nominiert.

## Filmografie (Auswahl)
- 2004: Das Vermächtnis der Tempelritter
- 2005: Zathura – Ein Abenteuer im Weltraum
- 2006: Das Streben nach Glück
- 2007: Lizenz zum Heiraten
- 2008: Iron Man
- 2010: Iron Man 2
- 2011: Thor
- 2011: Captain America: The First Avenger
- 2011: Verblendung
- 2012: The Amazing Spider-Man
- 2012: Back in the Game
- 2014: American Sniper
- 2015: Blackhat
- 2016: Sully
- 2016: Doctor Strange
- 2017: Molly’s Game – Alles auf eine Karte
- 2018: Ready Player One
- 2019: Captain Marvel
- 2019: Spider-Man: Far From Home
- 2021: Space Jam: A New Legacy
- 2021: Licorice Pizza
- 2022: Babylon – Rausch der Ekstase

## Auszeichnungen (Auswahl)
- 2023: Satellite Award in der Kategorie Bestes Szenenbild für Babylon – Rausch der Ekstase
- 2023: Critics’ Choice Award in der Kategorie Bestes Szenenbild für Babylon – Rausch der Ekstase
- 2023: BAFTA in der Kategorie Bestes Szenenbild für Babylon – Rausch der Ekstase
- 2023: Oscar-Nominierung in der Kategorie Bestes Szenenbild für Babylon – Rausch der Ekstase